# Црква Пресвете Тројице у Амајлијама
Црква Пресвете Тројице у Амајлијама, насељеном месту на територији града Бијељина, припада Епархији зворничко–тузланској Српске православне цркве.

## Историјат
Градња цркве Пресвете Тројице у Амајлијама је почела 1997. године према пројекту архитекте Љубише Шкорића. Темеље је освештао 3. маја 1998. године епископ зворничко-тузлански Василије Качавенда. Градња је завршена 2002, а 15. јуна је освештана. Цркву Пресвете Тројице је осликао Бранислав Шавија из Бијељине новембра 2014. године. Иконостас је израдио ђакон Томислав Живановић из Крагујевца, а иконе на иконостасу је осликао Војкан Митрић из Јања.